# Andrei Zeno
Andrei Zeno (1935, Reșița - 2001, Reșița) a fost un deputat român în legislatura 2000-2004, ales în județul Caraș-Severin pe listele partidului PRM. După deces, a fost înlocuit de deputatul Marius Iriza.
Andrei Zeno a fost membru în grupurile parlamentare de prietenie cu Albania și Republica Azerbaidjan.
Andrei Zeno a fost ofițer de Securitate în perioada 1959 - 1989 și a fost eliberat cu gradul de colonel; condamnat cu suspendare. Andrei Zeno l-a acuzat pe președintele Emil Constantinescu că ar fi agent străin și a fost condamnat pentru acest lucru la pedeapsă cu suspendare. 